# Station Żakowice Południowe
Station Żakowice Południowe is een spoorwegstation in de Poolse plaats .